# Сборная Эстонии по кёрлингу на колясках
Смешанная сборная Эстонии по кёрлингу на колясках — национальная сборная команда (в которую могут входить как мужчины, так и женщины), представляет Эстонию на международных соревнованиях по кёрлингу на колясках. Управляющей организацией выступает Ассоциация кёрлинга Эстонии (эст. Eesti Curlinguliit, англ. Estonian Curling Association).

## Результаты выступлений

### Зимние Паралимпийские игры
| Год       | Место          | И              | В              | П              | Состав (четвёртый/скип, третий, второй, первый, запасной, тренер)                                                           |
| --------- | -------------- | -------------- | -------------- | -------------- | --- |
| 2006—2018 | не участвовали | не участвовали | не участвовали | не участвовали | не участвовали |
| 2022      | 10             | 10             | 3              | 7              | Andrei Koitmae (скип), Lauri Murasov, Mait Matas, Кятлин Рийдебах, Signe Falkenberg (запасной), Christopher Bowden (тренер) |

### Чемпионаты мира
| Год       | Место          | И              | В              | П              | Состав (четвёртый/скип, третий, второй, первый, запасной, тренер)                                                                        |
| --------- | -------------- | -------------- | -------------- | -------------- | --- |
| 2002—2017 | не участвовали | не участвовали | не участвовали | не участвовали | не участвовали |
| 2019      | 8              | 11             | 5              | 6              | Viljar Villiste (скип), Andrei Koitmae, Айн Виллау, Signe Falkenberg, Lauri Murasov (запасной), Эркки Лилл (тренер), Sulev Lokk (тренер) |
| 2020      | 10             | 11             | 3              | 8              | Andrei Koitmae (скип), Lauri Murasov, Mait Matas, Signe Falkenberg, Кятлин Рийдебах (запасной), Эркки Лилл (тренер), Sulev Lokk (тренер) |
| 2021—2023 | не участвовали | не участвовали | не участвовали | не участвовали | не участвовали |
| 2024      | 12             | 11             | 1              | 10             | Айн Виллау (скип), Mait Mätas, Кятлин Рийдебах, Signe Falkenberg, Aleksander Andre (тренер)                                              |

(данные отсюда:)

### Чемпионат мира по кёрлингу на колясках (группа B)
| Год     | Место          | И              | В              | П              | Состав (четвёртый/скип, третий, второй, первый, запасной, тренер)                                                                          |
| ------- | -------------- | -------------- | -------------- | -------------- | --- |
| 2015/16 | 14             | 6              | 0              | 6              | Viljar Villiste (скип), Andrei Koitmae, Lauri Murasov, Signe Falkenberg, Айн Виллау (запасной), Эркки Лилл (тренер)                        |
| 2016/17 | 5              | 9              | 5              | 4              | Viljar Villiste (скип), Andrei Koitmae, Lauri Murasov, Signe Falkenberg, Mait Matas (запасной), Эркки Лилл (тренер), Osku Kuutamo (тренер) |
| 2018/19 | 1              | 9              | 7              | 2              | Andrei Koitmae, Viljar Villiste (скип), Айн Виллау, Signe Falkenberg, Mait Mätas (запасной), Эркки Лилл (тренер)                           |
| 2019/20 | не участвовали | не участвовали | не участвовали | не участвовали | не участвовали |
| 2020/21 | 5              | 9              | 6              | 3              | Andrei Koitmäe (скип), Айн Виллау, Mait Mätas, Signe Falkenberg, запасной: Кятлин Рийдебах, тренер: Chris Bowden                           |
| 2022/23 | 8              | 5              | 2              | 3              | Mait Mätas, Andrei Koitmäe (скип), Lauri Murasov, Кятлин Рийдебах, запасной: Signe Falkenberg, тренеры: Харри Лилл, Mihkel Joosing         |
| 2023/24 | 2              | 12             | 9              | 3              | Кятлин Рийдебах, Mait Mätas, Айн Виллау (скип), Andrei Koitmäe, запасной: Signe Falkenberg, тренер: Aleksander Andre                       |
| 2024/25 | 7              | 10             | 5              | 5              | Айн Виллау (скип), Mait Mätas, Кятлин Рийдебах, Signe Falkenberg, тренер: Aleksander Andre                                                 |

(данные отсюда:)